# Apetahia raiateensis
Apetahia raiateensis är en klockväxtart som beskrevs av Henri Ernest Baillon. Apetahia raiateensis ingår i släktet Apetahia och familjen klockväxter. Inga underarter finns listade i Catalogue of Life.

## Bildgalleri

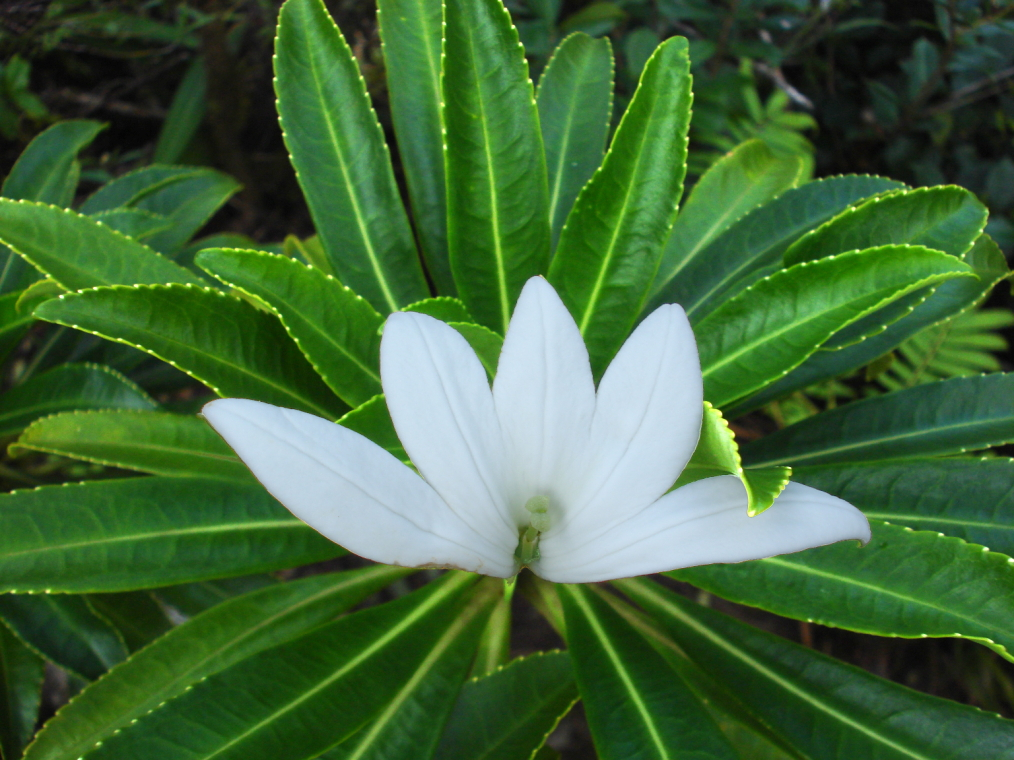